# Galneryus
Galneryus (japanska: ガルネリウス) är ett power metal-/neo-classical metal-band startat år 2001 i staden Osaka i Japan, av gitarristen Syu. Bandets är influerade av bland annat Dream Theater, Helloween, Stratovarius, X Japan och Sonata Arctica.

## Medlemmar
Nuvarande medlemmar
- Syu (Shusuke Ueda) – gitarr (2001– )
- Yuhki (Yuuki Nakajima) – keyboard (2002– )
- Taka – basgitarr (2009– )
- Sho (Masatoshi Ono) – sång (2009– )
- LEA – trummor (2020– )

Tidigare medlemmar
- Shogo Himuro – basgitarr (2001–2002)
- Toshihiro Yui (aka Tossan) – trummor (2001–2002)
- A – keyboard (2001–2002)
- Yama-B (Masahiro Yamaguchi) – sång (2001–2008)
- Yusuke – basgitarr (2002–2003)
- tsui (Ryosuke Matsui)– basgitarr (2003–2006)
- Yu-to – basgitarr (2006–2008)
- Junichi Satoh – trummor (2003–2016)
- Fumiya (Fumiya Morishita) – trummor (2016–2020)

Bidragande musiker (studio/live)
- Yoshinori Kataoka – keyboard (2002)
- Yukari Hisatake	 – sång (2007, 2010)
- Akane Liv – sång (2012)
- Hitomi Orima – sång (2014)
- Yorimasa Hisatake – bakgrundssång (2014)

## Diskografi

### Studioalbum
- Flag of Punishment (2003-10-22)
- Advance to the Fall (2005-03-23)
- Beyond the End of Despair (2006-07-12)
- One for All - All for One (2007-08-22)
- Reincarnation (2008-09-10)
- Resurrection (2010-06-23)
- Phoenix Rising (2011-10-05)
- Angel of Salvation (2012-10-02)
- The IronHearted Flag, Vol. 1: Regeneration Side (2013-05-22)
- The IronHearted Flag, Vol. 2: Reformation Side (2013-09-04)
- Vetelgyus (2014-09-24)
- Under The Force Of Courage (2015-12-09)
- Ultimate Sacrifice (2017-09-27)
- Into the Purgatory (2019-10-23)
- Union Gives Strength (2021-06-16)
- Between Dread and Valor (2023-03-01)
- The Stars Will Light the Way (2024-09-25)

### EP
- Voices from the Past (2007-10-08)
- Voices from the Past II	 (2008, CD)
- Beginning of the Resurrection (2010-04-21, digital EP)
- Voices from the Past Ⅲ (2010)
- Future Never Dies (2011-09-07, digital EP)
- 絆 - Fist of the Blue Sky (2012-01-25)
- 毘藍ノ風/流転ノ陽 (2016-03-13)

### Singlar
- "Everlasting (CD+DVD)" (2007-06-27)
- "Everlasting" (2007-06-27)
- "Alsatia/Cause Disarray" (2008-03-19)
- "Shining Moments" (2008-07-30)
- "Kizuna" (January 25, 2012)
- "Hunting for Your Dream" (2012-07-18)
- "Attitude to Life" (2014-12-03)
- "The Followers" (2019-10-16)